# Ван дер Мер, Робин
Робин ван дер Мер (нидерл. Robin van der Meer; родился 21 февраля 1995, Ворбюрг, Нидерланды) — нидерландский футболист, защитник клуба «Рейнсбюргсе Бойз».

## Клубная карьера
Ван дер Мер — воспитанник клубов «Хагландия» и АДО Ден Хааг. В 2014 году Робин подписал свой первый профессиональный контракт с клубом «Гоу Эхед Иглз». 28 августа 2015 года в матче против «Ден Босха» он дебютировал в Эрстедивизи. Летом 2016 года ван дер Мер перешёл в «Утрехт». 16 сентября в матче против «Гронингена» он дебютировал в Эредивизи. В июне 2018 года подписал трёхлетний контракт с клубом «Эксельсиор». 11 августа в матче против ситтардской «Фортуны» он дебютировал за новую команду.